# 6974 Solti
6974 Solti è un asteroide della fascia principale. Scoperto nel 1992, presenta un'orbita caratterizzata da un semiasse maggiore pari a 2,5990421 UA e da un'eccentricità di 0,1413453, inclinata di 15,79675° rispetto all'eclittica.
L'asteroide è dedicato al direttore d'orchestra ungherese, naturalizzato britannico, Georg Solti.